# スイス連邦鉄道
スイス連邦鉄道（スイスれんぽうてつどう）は、都市間路線、通勤路線、貨物輸送のサービスを行うスイス連邦の国有の鉄道事業者である。
スイス連邦のほぼ全域に路線を有するが、ロマンシュ語圏（グラウビュンデン州）にはほとんど路線を持っておらず（ザルガンス - クール間のみ）、この地域では主にレーティッシュ鉄道（RhB）が運行している。

## 呼称及び表示
スイスの公用語における正式名称は、いずれも日本語に訳すと「スイス連邦鉄道」という意味であるが、日本では経営形態を意訳した「スイス国鉄」という呼称がよく用いられているので、この項目でも以下の文中には「スイス国鉄」という表現を用いている。
スイスの4公用語では以下のように表記される。
- ドイツ語: SBB - Schweizerische Bundesbahnen
- フランス語: CFF - Chemins de Fer Fédéraux Suisses
- イタリア語: FFS - Ferrovie Federali Svizzere
- ロマンシュ語: VFS - Viafers federalas svizras（公式には用いられない）

駅舎には、基本的にその所在地で多用されている公用語の略称が使用される。列車には、独仏伊語の略称を連ねたSBB CFF FFSという表示が用いられる。

## 歴史
スイス国鉄は、1902年1月1日に、私鉄8社を国有化することにより創設された。
1982年に、スイス国鉄は、同じ行き先の電車が60分間隔で毎時同時刻に運行するパターンダイヤ（独：Taktfahrplan）を採用し、時刻表を簡易化した。
2004年12月14日には、大規模な近代化計画であるバーン2000計画（独 Bahn 2000、仏 Rail 2000）の第1段階が実施され、いくつかの路線では運行間隔が30分または15分とされるとともに、高速化のために一部の曲路が直線化された。これらにより時刻表の90%が改正され都市間の所要時間は短縮したが、地方路線には波及していない。

## 企業
スイス国鉄は、3,069kmに及ぶ標準軌の路線（うち、2,928kmは15kV、16.7Hzの電化区間）で運行されている。かつては、ルツェルン・インターラーケン間で74kmの狭軌（1,000mm）の路線ブリューニック線（Brünigbahn。15kV、16.7Hzの電化路線）も運行していたが、2005年1月1日にルツェルン-シュタンス-エンゲルベルク鉄道（Luzern-Stans-Engelberg-Bahn、LSE）に売却され、LSEと合わせてツェントラル鉄道（Zentralbahn、ZB）となった。27,000名の従業員を擁し、年間3億人の旅客と6千万トンの貨物を輸送している。

### 現状
1999年以降、スイス国鉄は、公式にはスイス連邦政府および各州（カントン）が全株式を所有する株式会社である。鉄道施設は高速道路の施設と同様に、保守及び設備投資のために連邦政府の補助金を受ける。スイス連邦法は、スイス国鉄の全鉄道施設を部外者にも公平な料金で使用させることを定めている。このため、スイス国鉄の施設部門はスイス国鉄を利用する企業（スイス国鉄自身を含む）から使用料を受け取っている。
地方の通勤路線サービスは、各カントンから個別のサービスとして発注される。この原則のため、スイス国鉄はこの部門での経営損失を補填することができる。都市間路線は収益性が高いため、直接的な補助金を受けていない。
スイス国鉄は、スイスにおける鉄道貨物輸送の大手でもある。この部門は分離され、SBBカーゴと呼ばれる独立性の高い部門となっている。
パターンダイヤを導入する事により、路線間の乗り継ぎが短時間でできるようになり、導入前に比べ大幅に改善された。

## 車両
早くから鉄道の電化を推進してきたスイス国鉄では、電気機関車の製造技術では常に世界の最先端を行っていた。1930年代にはすでに台車装荷の電動機を持つブフリ式駆動方式の電気機関車を製造し、電車においては中空軸平行カルダン駆動方式を開発し、これの普及に努めた。また、客車においても1938年にいち早く軽量設計の近代的な客車（Leichtstahlwagen）を製造し今日に至っている。その後も快適な客車、高性能な電車等を次々に製造し、世界的に見てもその評価は非常に高い物となっている。

## 列車種別
スイス国鉄には以下の列車種別がある。
| 記号    | 意味                               | 現地語                  | 詳細説明 |
| ------- | ---------------------------------- | ----------------------- | --- |
| R       | レギオ                             | Regio、Regionalzug      | 各駅停車。 |
| S       | S-バーン                           | S-Bahn                  | 通勤列車。レギオと同じだが、主要都市近郊の路線を網羅し、一般に運行間隔が短い。 |
| RER     | レサアウ エクスプレス リージオナル | Reseau Express Regional | 通勤列車。レギオと同じだが、主要都市近郊の路線を網羅し、一般に運行間隔が短い。 |
| RE      | レギオエクスプレス                 | RegioExpress            | 快速相当。 |
| IR      | インターレギオ                     | InterRegio              | 急行相当。 |
| IC      | インターシティ                     | InterCity               | 特急相当。主要都市（ジュネーヴ、ローザンヌ、フリブール等）に停車。 |
| ICN     | インターシティ・ナイゲツーク       | InterCity-Neigezug      | 振り子式のスイス国鉄RABDe500形電車により運転される特急列車。ただし同形電車でも、これ以外の列車種別に間合い運用されることがある。 |
| CNL     | シティナイトライン                 | CityNightLine           | 設備の充実した夜行列車。オランダ行き（ドイツまたはチューリヒ発）・オーストリア行き（フランクフルト発）・デンマーク（チューリヒ発、夏季のみ）・ドイツ行き（ドイツ国内、スイス、オランダ発）などが運行されていた。2016年に廃止され、オーストリア連邦鉄道運行によるナイトジェットが路線を引き継いでいる。 |
| Special | スペシャル                         | Special                 | 貸切やイベント輸送等の臨時列車を示す。当然ながら普通の切符では乗車出来ない。 |

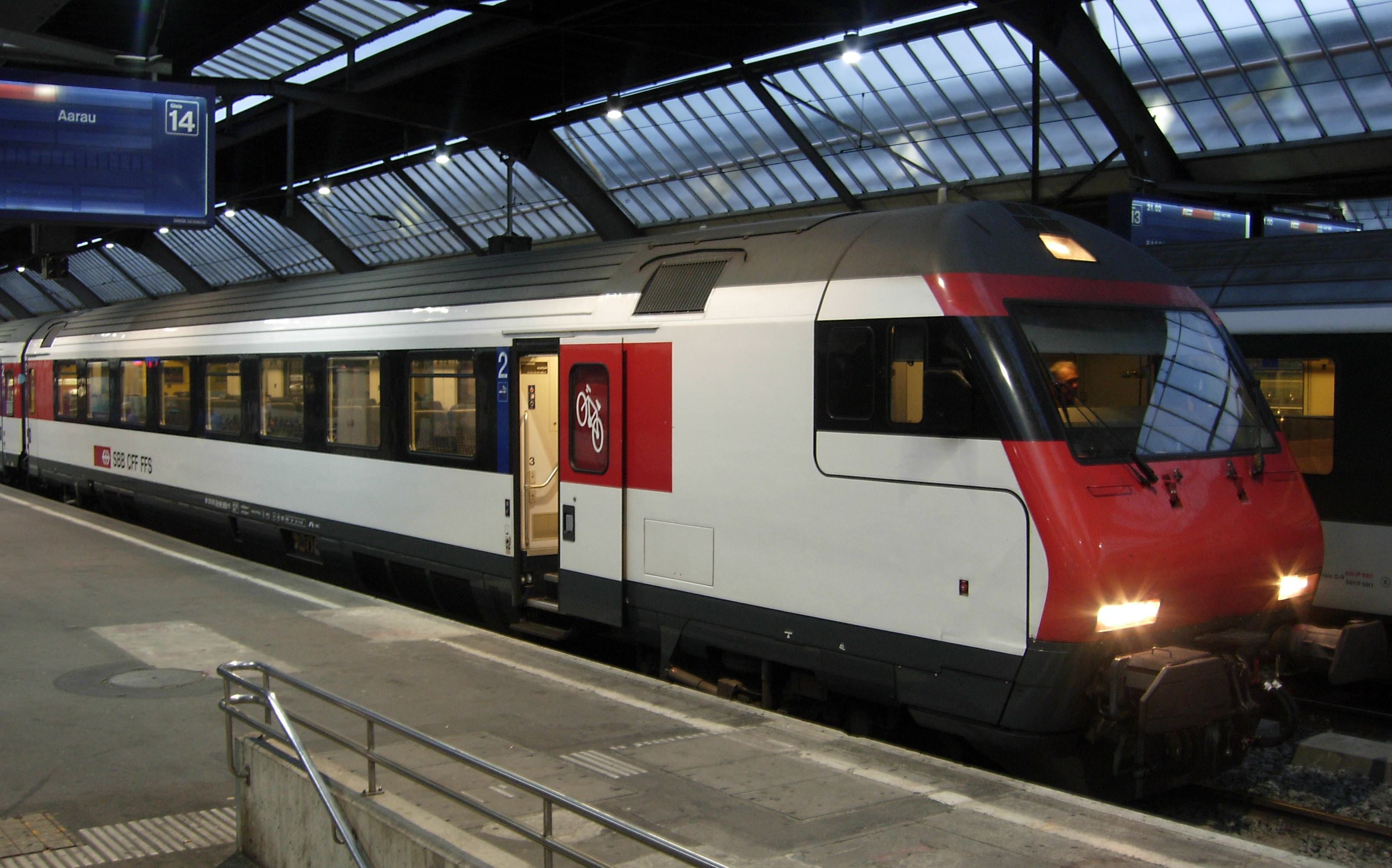
IC

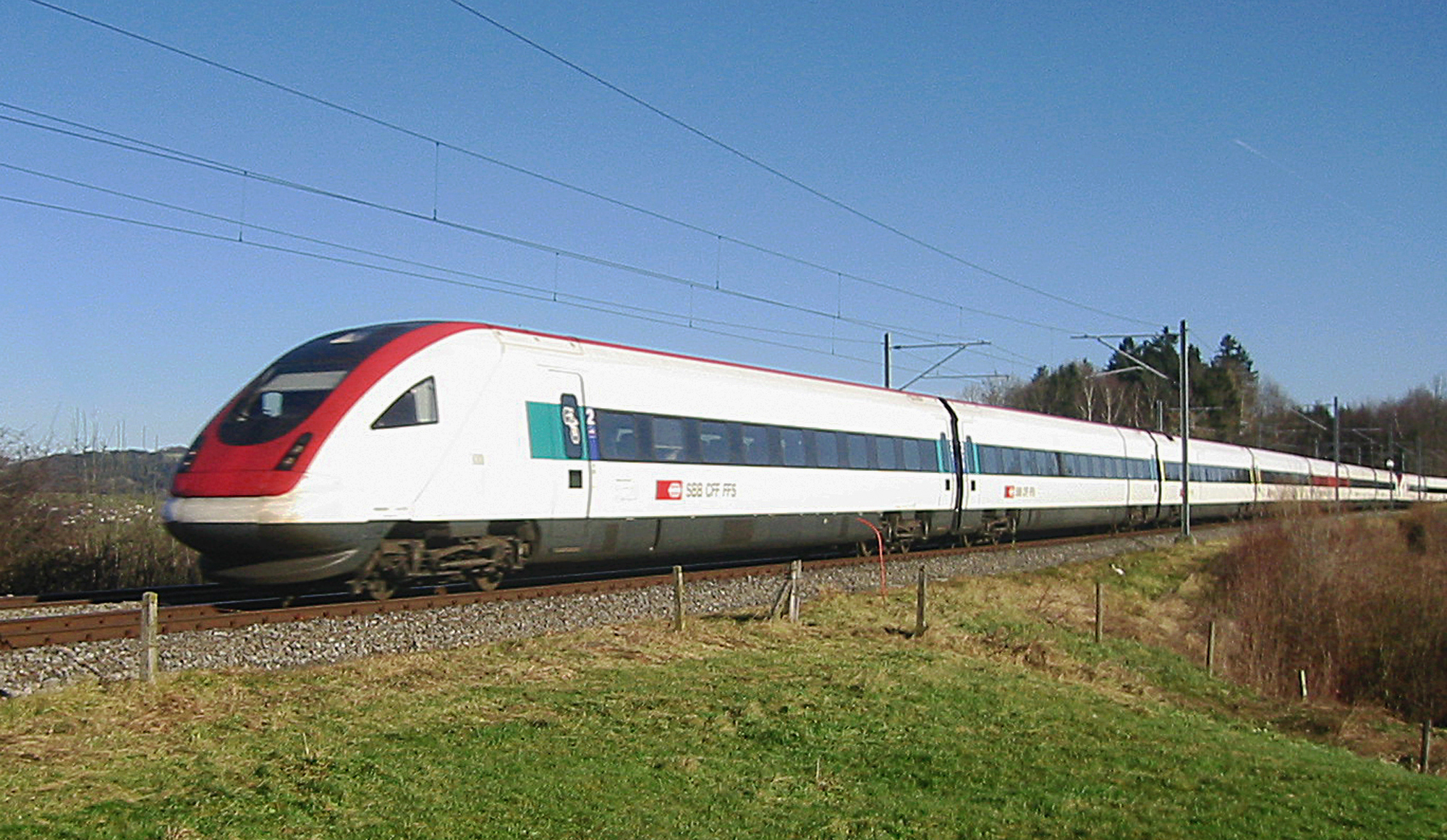
ICN（RABDe 500）

スイス国鉄は、スイス国内でのユーロシティの運行も行っている。